# إرنست هوفمان (ممثل)
إرنست هوفمان (بالألمانية: Ernst Hofmann)‏ هو كاتب وممثل ألماني، ولد في 7 ديسمبر 1880 بفروتسواف في بولندا، وتوفي في 27 أبريل 1945 ببوتسدام في ألمانيا.

## وصلات خارجية
- إرنست هوفمان على موقع IMDb (الإنجليزية)
- إرنست هوفمان على موقع أول موفي (الإنجليزية)
- إرنست هوفمان على موقع قاعدة بيانات الأفلام السويدية (السويدية)
- إرنست هوفمان على موقع قاعدة بيانات الفيلم (الإنجليزية)
- إرنست هوفمان على موقع كينوبويسك (الروسية)